# Surin-öarna
Surin-öarna, thailändska หมู่เกาะสุรินทร์, är en ögrupp i provinsen Phang Nga, i Thailand.

## Geografi
Surin-öarna är en ögrupp bestående av fem öar som ligger i regionen Södra Thailand, i provinsen (changwat) Phang Nga. Den ligger i Andamansjön ungefär 60 kilometer från fastlandet. Administrativt är öarna del i tambonen Ko Phra Thong, i distriktet Khura Buri.
Mu Ko Surins nationalpark (อุทยานแห่งชาติหมู่เกาะสุรินทร์) omfattar hela ögruppen och omgivande farvatten. Nationalparken täcker en yta av ungefär 141,25 km2. 108 km2, eller 80 procent av nationalparken är hav. Nationalparken inrättade den 9 juli 1981, som Thailands 29:e nationalpark. Under regnperioden är nationalparken stängd, 1 maj – 31 oktober.
De fem öarna I ögruppen är Ko Surin Nuea, Ko Surin Tai, Ko Ri, Ko Kai och Ko Klang, med Ko Surin Nuea och Ko Surin Tai som huvudöar.
Den burmesiska kontinentalsockeln börjar några kilometer norr om nationalparken och Christie Island, som är Myanmars sydligaste punkt, ligger 18 kilometer norr om Ko Surin Nuea  och ungefär 100 kilometer söderut ligger Mu Ko Similan nationalpark.
Richelieu Rock, som är en klippa som sticker upp ur havet, ungefär 10 kilometer sydväst om Surin-öarna omnämns ofta som en av de tio bästa dykplatserna i världen. Den är uppkallad efter den danske sjöofficeren Andreas du Plessis de Richelieu, som var den första, och enda , utländske befälhavaren för den thailändska flottan. Andra populära dykmål i området är Hin Kong, Ko Torinla och Ko Chi.

### Fotnoter
1. ↑  Notera att Ko Klang har en större namne i provinsen Krabi. Se Ko Klang.

## Klimat
Det tropiska klimatet i Thailand är ett sommarmonsunklimat, med kraftiga monsunregn från maj till oktober och torrtid från oktober till maj. Det är svalast i slutet av regntiden och början på torrtiden. I slutet av torrtiden kan det vara 34–37 grader varmt. Den årliga nederbörden är drygt 3000 mm, med en genomsnittlig luftfuktighet av 83 procent.

## Mokenfolket

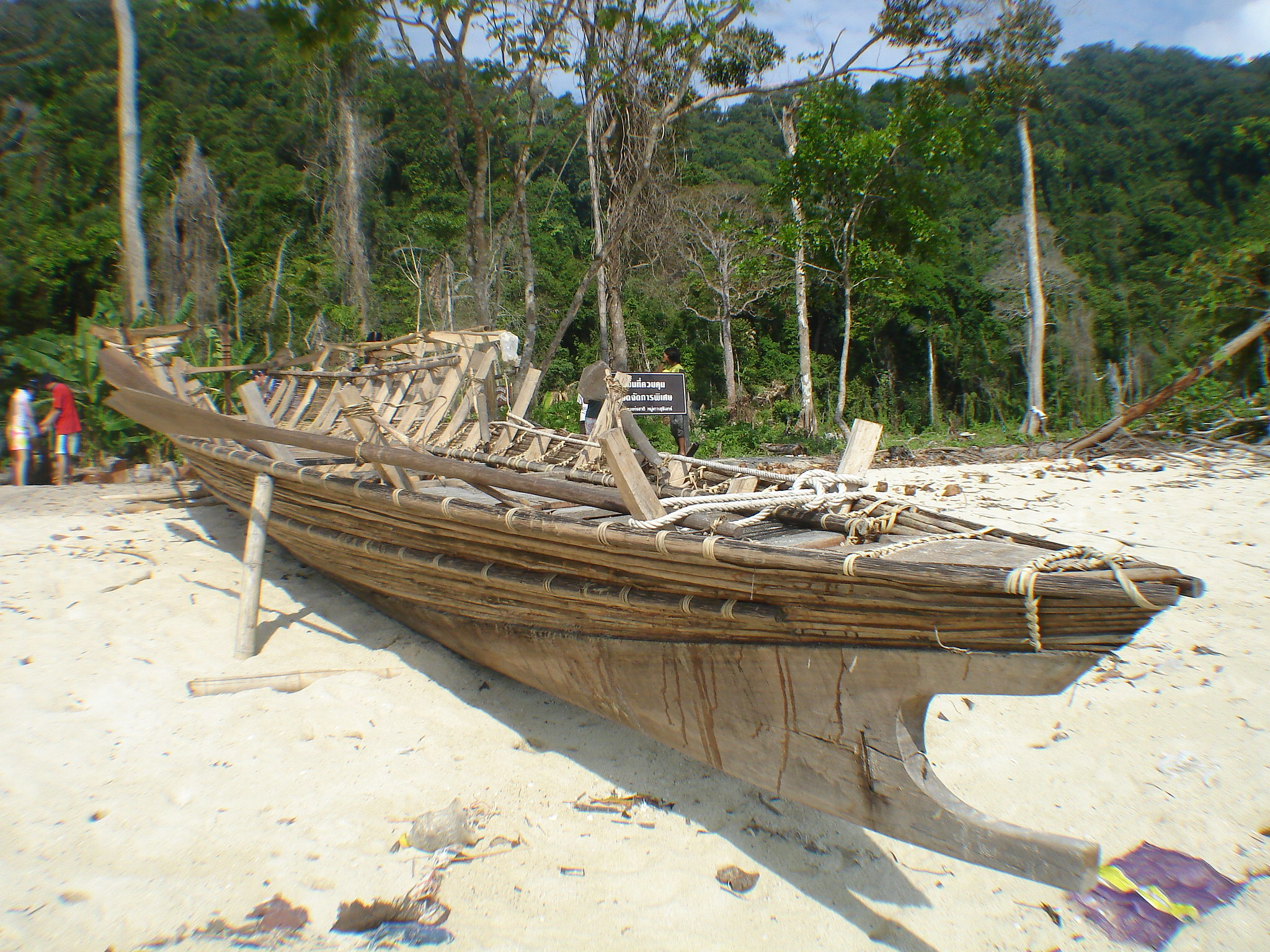
En båt tillhörig mokenfolket.

På Surin-öarna finns två mindre samhällen där mokenfolket lever, ett austronesiskt folk i Myanmar och Thailand. Antalet invånare i dessa samhällen är ungefär 150 personer.
Mokenfolket består av tre stammar längs Andamansjöns kuster: Moken i Mergui-arkipelagen, moklen i Phang Nga-provinsen och Urak Lawoi från Phuket och söderut ner till Satun-provinsen. Traditionellt har moken levt på husbåtar, som kallas ”kabang” i ett semi-nomadiskt liv, i fredlig samexistens med grannfolk.
Mokenfolket har inget skriftspråk utan har bevarat sin historia genom muntlig tradition. Deras språk saknar ord för individuellt ägande och speglar en kultur av att dela och att ge. Folket är animister och har en stor respekt för miljön och för naturens resurser. De har mer än 80 växtarter i sin mathållning och 28 arter för medicinskt bruk.

## Nationalparken
Nationalparkens landyta är huvudsakligen täckt av regnskog. Strandskogen domineras av Barringtonia-arter and oleanderarten Cerbera odollam. Mangroveskog växer I leran och bräckvattnet vid Mae Yai Bay.
Nationalparken har vidare 57 endemiska fågelarter, 22 däggdjursarter varav 12 fladdermusarter. Bland de havslevande däggdjuren ska nämnas Brydes fenval Bland nationalparkens kräldjur finns bandvaran, Varanus bengalensis, nätpyton och flera arter av skinkar. Flera arter av havssköldpaddor lägger sina ägg på öarna, bland annat den akut hotade (CR) karettsköldpaddan och den starkt hotade (EN) gröna havssköldpaddan. Under 1990-talet observerades också den sydliga bastardsköldpaddan i området.